# Marcin Wichary
Marcin Józef Wichary (ur. 17 lutego 1980 w Zabrzu) – polski piłkarz ręczny, bramkarz, trener.
Przez większość kariery sportowej zawodnik Wisły Płock (2004–2019), z którą zdobył cztery mistrzostwa Polski. Reprezentant Polski, brązowy medalista mistrzostw świata w Katarze (2015), uczestnik igrzysk olimpijskich w Pekinie (2008, 5. miejsce).

## Kariera sportowa
Wychowanek Sparty Zabrze. W sezonie 1999/2000 był zawodnikiem AZS AWF Biała Podlaska, w którym rozegrał 21 meczów. W latach 2000–2004 występował w Warszawiance (96 meczów w Ekstraklasie), z którą w sezonie 2001/2002 zdobył Puchar Polski.
W latach 2004–2019 był graczem Wisły Płock. Z płockim klubem wywalczył cztery mistrzostwa Polski i trzy Puchary Polski. W najwyższej polskiej klasie rozgrywkowej zanotował w barwach Wisły Płock 369 meczów, w których rzucił dwie bramki (jedną w sezonie 2006/2007, drugą w sezonie 2017/2018). Ponadto przez 11 sezonów grał z Wisłą w Lidze Mistrzów, w której zdobył jednego gola (w sezonie 2005/2006 w przegranym spotkaniu z THW Kiel). Jego występy cechowały nietuzinkowe interwencje i wyjątkowy sposób celebracji udanych parad. W 2019 zakończył sportową karierę.
W 2000 wziął udział w młodzieżowych mistrzostwach Europy w Grecji, w których bronił ze skutecznością 33%.
W reprezentacji Polski zadebiutował 18 marca 2003 w przegranym meczu towarzyskim z Danią (26:33). Uczestniczył w mistrzostwach Europy w Szwajcarii (2006; 10. miejsce), igrzyskach olimpijskich w Pekinie (2008; 5. miejsce) i mistrzostwach Europy w Serbii (2012; 9. miejsce). Podczas mistrzostw świata w Hiszpanii (2013; 9. miejsce) wystąpił w pięciu spotkaniach, broniąc ze skutecznością 47% (34/73), co dało mu 1. miejsce w klasyfikacji najlepszych bramkarzy turnieju. W 2015 zdobył brązowy medal na mistrzostwach świata w Katarze – w turnieju tym był trzecim bramkarzem (zastępcą Sławomira Szmala i Piotra Wyszomirskiego), w jednym spotkaniu został wpisany do protokołu meczowego.

## Sukcesy
Warszawianka
- Puchar Polski: 2001/2002

Wisła Płock
- Mistrzostwo Polski: 2004/2005, 2005/2006, 2007/2008, 2010/2011
- Puchar Polski: 2004/2005, 2006/2007, 2007/2008

Reprezentacja Polski
- 3. miejsce w mistrzostwach świata: 2015

Indywidualne
- Uczestnik meczu gwiazd Ekstraklasy 2009[12]
- 1. miejsce w klasyfikacji najlepszych bramkarzy mistrzostw świata w Hiszpanii w 2013 (bronił ze skutecznością 47%)[10]

Odznaczenia
- Srebrny Krzyż Zasługi (2015)[13]

## Udział w turniejach mistrzowskich
| Turniej                   | Mecze | Obrony | Rzuty | Skuteczność |
| ------------------------- | ----- | ------ | ----- | ----------- |
| Mistrzostwa Europy 2006   | 6     | 4      | 22    | 18%         |
| Igrzyska olimpijskie 2008 | 8     | 31     | 103   | 30%         |
| Mistrzostwa Europy 2012   | 6     | 41     | 124   | 33%         |
| Mistrzostwa świata 2013   | 5     | 34     | 73    | 47%         |
| Mistrzostwa świata 2015   | 1     | 0      | 0     | –           |
| Razem                     | 26    | 110    | 322   | 34%         |